# The True Meaning
The True Meaning è il secondo album in studio del rapper statunitense Cormega, pubblicato nel 2002.

## Tracce
1. Introspective
2. Verbal Graffiti
3. Live Ya Life
4. Ain't Gone Change
5. The True Meaning
6. A Thin Life
7. The Legacy
8. Love in Love Out
9. The Come Up
10. Built for This
11. Soul Food
12. Take These Jewels
13. Endangered Species
14. Therapy